# Darvaza
Darvaza ou Derweze (que significa "portão", em turcomeno) é uma aldeia do Turquemenistão com 350 habitantes, situada cerca de 260 km a norte da capital naciona, Asgabate, no deserto de Karakum, que ocupa mais de 70% da área do país e é rico em petróleo, enxofre e gás natural.
A reserva de gás encontrada alí é uma das maiores do mundo. A aldeia fica próxima à chamada Porta do Inferno, nome dado pela população local à cratera de lama fervente e as chamas alaranjadas que queimam há décadas, graças ao gás metano do subsolo.